# تغذية المراهقين

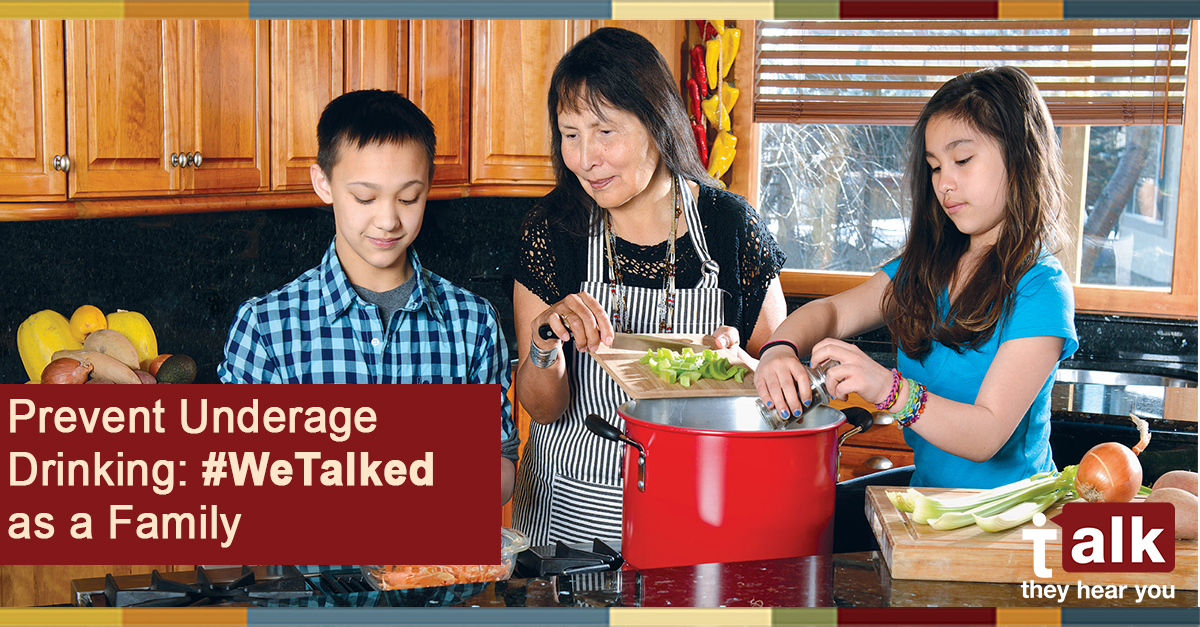
منع الشرب دون السن القانونية

مقدمة - الدراسات الوبائية الكبيرة والمستقبلية للحمية والأمراض المزمنة سهلت تقدمًا كبيرًا في فهمنا لإسهام النظام الغذائي في التسبب في المرض. هذه الدراسات تكملها تجارب عشوائية ودراسات عن عمل المغذيات في النماذج الحيوانية ، والتي أدت إلى تغيير المبادئ التوجيهية الغذائية في جميع أنحاء العالم. على الرغم من أن المبادئ التوجيهية تختلف من بلد إلى آخر ، فإن التوصيات من أجزاء مختلفة من العالم تشترك في أوجه التشابه من حيث التركيز على أنواع معينة من الأطعمة والعناصر الغذائية
التوازن الكالوري - الحفاظ على توازن السعرات الحرارية مع مرور الوقت أمر مهم للحفاظ على وزن صحي. إن نقص التغذية الذي يؤدي إلى زيادة الوزن والسمنة هو العامل الغذائي الأهم الذي يرتبط بالنتائج الصحية السيئة. وهو مرتبط بالوفيات المبكرة بالإضافة إلى زيادة الإصابة بأمراض القلب والأوعية الدموية والسكري وارتفاع ضغط الدم والسرطان وغير ذلك من الحالات المهمة
بالنسبة للمرضى ذوي الوزن الطبيعي ، يجب أن يساوي السعرات الحرارية نفقات الطاقة. يتطلب تحقيق التوازن بين السعرات الحرارية أن العديد من الأفراد يحد من استهلاك السعرات الحرارية المعتادة ، بينما يشاركون أيضًا في النشاط البدني.
يعتمد حساب إجمالي نفقات الطاقة على السعرات الحرارية اليومية الموصى بها على أساس العمر والجنس والوزن ومستوى النشاط. يمكن أن يساعد حساب المتحصل اليومي من السعرات الحرارية على استخدام استدعاء النظام الغذائي على مدار 24 ساعة ، أو يوميات الغذاء ، أو أدوات تقييم أخرى لتحديد السعرات الحرارية من الأطعمة والمشروبات المختلفة. تتم مناقشة أدوات التقييم ، بما في ذلك التطبيقات التي تركز على المستهلك والأدوات عبر الإنترنت التي يمكن أن تساعد المرضى على تتبع ما يأكلون ويشربون بسهولة
المغذيات - المغذيات الكبيرة هي المركبات الكيميائية المستهلكة في أكبر الكميات وتوفر الطاقة بكميات كبيرة. وتشمل المغذيات الرئيسية الثلاثة الأساسية الكربوهيدرات والبروتينات والدهون. الألياف يمكن أيضا أن تعتبر المغذيات الكبيرة.
الكربوهيدرات - ينبغي أن تشكل الكربوهيدرات 45 إلى 65 في المائة من إجمالي السعرات الحرارية ، على النحو الموصى به من قبل المبادئ التوجيهية الغذائية في الولايات المتحدة. كل من كمية ونوع من الكربوهيدرات (على سبيل المثال ، الحبوب الكاملة مقابل الحبوب المكررة) لها تأثيرات مختلفة على مستويات الجلوكوز بعد الأكل ومؤشر نسبة السكر في الدم. هناك العديد من الدراسات المرتقبة المرتبطة بالنظام الغذائي المرتفع في مؤشر نسبة السكر في الدم مع خطر الإصابة بمرض السكري من النوع 2 ومرض القلب التاجي وبعض أنواع السرطان. مؤشر نسبة السكر في الدم للأغذية الشائعة متوفرة في الجدول. إحدى الطرق الهامة لتحقيق نظام غذائي صحي هو استبدال الكربوهيدرات التي تحتوي على مؤشر نسبة السكر في الدم عالية (على سبيل المثال ، الأرز الأبيض ، الفطائر) مع مؤشر نسبة السكر في الدم منخفضة (على سبيل المثال ، الفواكه والخضروات).
يجب أن تكون السكريات المضافة محدودة ولا تشمل أكثر من 10 في المائة من إجمالي السعرات الحرارية المستهلكة. هذه السكريات غالبا ما تأتي من المشروبات المحلاة وتقريبا جميع الأطعمة المجهزة. إذا كانت نسبة كبيرة من السعرات الحرارية تأتي من السكريات المضافة ، فقد يكون من الصعب على المرضى تلبية احتياجاتهم الغذائية ضمن حدود السعرات الحرارية. لا تعتبر السكريات الطبيعية (على سبيل المثال ، من الفاكهة أو الحليب) السكريات المضافة. ومع ذلك ، يجب أن يقتصر عصير الفواكه على الكميات اليومية الصغيرة ، إن وجدت ، حيث يميل إلى أن يكون عالي السعرات الحرارية دون فائدة إضافية من الألياف ، التي توجد في الفاكهة
البروتين - يجب أن يتكون البروتين من 10 إلى 35 في المائة من إجمالي السعرات الحرارية ، على النحو الموصى به من قبل المبادئ التوجيهية الغذائية في الولايات المتحدة. يجب أن ينصح الأفراد بتناول مجموعة متنوعة من الأطعمة الغنية بالبروتين ، بما في ذلك الأسماك واللحوم الخالية من الدهون والدواجن والبيض والفول والبازلاء ومنتجات الصويا والبذور غير المملحة والبذور. يجب نصح المرضى بتجنب مصادر البروتين مع الدهون غير الصحية.
وتشمل المصادر الشائعة للبروتين الغذائي الأطعمة الكاملة (مثل اللحوم والأسماك والبيض والخضروات والحليب) ومساحيق البروتين (على سبيل المثال ، مصل اللبن ، الصويا). مصدر البروتين له تأثير تفاضلي على الصحة (على سبيل المثال ، ترتبط اللحوم الحمراء بزيادة معدل الوفيات ، مقارنة باللحوم البيضاء).
```
الدهون - يجب أن تشكل الدهون من 20 إلى 35 في المائة من إجمالي السعرات الحرارية ، على النحو الموصى به من قبل المبادئ التوجيهية الغذائية في الولايات المتحدة. يبدو أن نوع الدهون المستهلكة أكثر أهمية من كمية الدهون الكلية
```

تساهم الدهون المتحولة في مرض القلب التاجي ، في حين أن الدهون غير المشبعة المتعددة النيتروجين
تكون واقية
يجب أن يبقى استهلاك الأحماض الدهنية في أدنى مستوى ممكن. المصادر الرئيسية للدهون غير المشبعة تشمل السمن النباتي والدهون النباتية المهدرجة جزئيا. هذه الدهون موجودة أيضا في العديد من الأطعمة المجهزة وسريعة. توصي إرشادات الولايات المتحدة الغذائية بتحديد الكوليسترول الغذائي والحفاظ على استهلاك الدهون المشبعة بأقل من 10 في المائة من السعرات الحرارية في اليوم
هناك بعض الأدلة على أن الاستهلاك الطويل الأجل لزيت السمك والأحماض الدهنية يقلل من خطر الإصابة بأمراض القلب والأوعية الدموية. ويقترح واحد إلى حصتين من الأسماك الزيتية في النظام الغذائي الأسبوعي لمعظم المرضى البالغين. ويناقش هذا بالتفصيل على حدة.
استهلاك كل من الدهون غير المشبعة ، الدهون المشبعة ، والكولسترول الغذائي كل يؤثر على مستويات الكوليسترول في البلازما. ارتفاع تركيزات الكوليسترول في البلازما ، لا سيما البروتين الدهني منخفض الكثافة ، تظهر ارتباط قوي ومتسق مع حدوث ومع ذلك ، هناك بيانات محدودة تبين أن التدخلات الغذائية لخفض تناول الكوليسترول في تحسين نتائج المرضى.
الألياف - الكمية الموصى بها من الألياف الغذائية هي 14 غ لكل 1000 سعر حراري. بالنسبة للكبار الأكثر نشاطًا في الولايات المتحدة ، يترجم هذا إلى ما يقرب من 25 جرامًا إلى 36 جرامًا في اليوم.
الألياف هي جزء من النباتات التي لا يمكن هضمها بواسطة الإنزيمات في الجهاز الهضمي. الألياف المتاحة في مجموعة كبيرة ومتنوعة من الأطعمة الطبيعية والمكملات الغذائية. يجب نصح المرضى باستبدال الحبوب المكررة (مثل الأرز الأبيض والخبز الأبيض) مع الحبوب الكاملة (مثل الأرز البني ، خبز القمح الكامل) ، التي تحتوي على نسبة ألياف عالية.
ترتبط زيادة تناول الألياف مع انخفاض المخاطر في الأحداث القلبية الوعائية ، ومعدل الإصابة بالسكري ، ووفيات جميع الأسباب:
● أمراض القلب والأوعية الدموية - يرتبط تناول الألياف العالية بانخفاض بنسبة 40 إلى 50 في المائة في خطر الإصابة بسكتات القلب التاجية والسكتة الدماغية مقارنة مع انخفاض استهلاك الألياف ويرتبط انخفاض معدل الوفيات القلبي الوعائي وجميع الأسباب في المرضى الذين لديهم احتشاء عضلة القلب. ووجد تحليل مجمَّع لدراسات الأتراب أن كل زيادة بمقدار 10 غرامات في كمية الألياف المعدلة للطاقة في اليوم الواحد كانت مرتبطة بانخفاض نسبي بنسبة 14 في المائة في خطر جميع الأحداث
. قد تحمي الحميات الغنية بالألياف في جزء منها ضد أمراض الشرايين التاجية عن طريق التحكم في عوامل الخطر القلبية الوعائية ، بما في ذلك خفض مستويات الأنسولين ، وتحسين مستويات الدهون ، وخفض ضغط الدم
● داء السكري - إن استهلاك الألياف من الحبوب له تأثير وقائي ضد داء السكري. زيادة تناول الألياف قد يكون مفيدا أيضا في التحكم على نسبة الجلوكوز في الدم في المرضى الذين يعانون من مرض السكر القائم
● السرطان - حدد عدد من الدراسات المختبرية والتغذوية والوبائية مستويات منخفضة من الألياف الغذائية في التسبب في سرطان القولون والمستقيم. ومع ذلك ، فإن الدرجة التي تحمي بها الألياف الغذائية من تطور الأورام الغدية أو سرطان القولون والمستقيم غير مؤكدة ، حيث أن نتائج العديد من الدراسات الوبائية والمحاكمات العشوائية غير متضاربة. وتناقش الألياف الغذائية وخطر الإصابة بسرطان القولون والمستقيم وغيرها من السرطانات بشكل منفصل.
● الوفيات - تشير دراسات الرصد إلى أن زيادة تناول الألياف الغذائية يرتبط بانخفاض معدل الوفيات لجميع الأسباب وجد التحليل التلوي لعام 2014 لسبع دراسات استباقية محتملة بما في ذلك أكثر من 900،000 مريض أن تناول الألياف المرتفعة كان مرتبطا بانخفاض الوفيات (الاختطار النسبي [مع علاقة الجرعة والاستجابة (كل 10 جرام / زيادة يومية
```
في أكبر الدراسات المشمولة ، دراسة ارتباط أيضا تناول الألياف عكسيا مع الوفيات من أمراض الدورة الدموية والجهاز التنفسي والهضمي ، وغير القلب والأوعية الدموية ، وسرطان]. كانت الجمعيات أقوى في المدخنين والشاربين بشدة (> 18 غ 
كحول
 / يوم). وكان للألياف الناتجة عن الخضراوات والحبوب تأثير أكبر من الألياف الناتجة عن الفواكه
```

1.Willett WC. Nutritional Epidemiology, 2nd ed, Oxford University Press, New York 1998.
2.Diet, nutrition and the prevention of chronic diseases. World Health Organ Tech Rep Ser 2003; 916:i.
3.Department of Health, National Health Service, Choosing a Better Diet: a food and health action plan. http://www.dh.gov.uk/prod_consum_dh/groups/dh_digitalassets/@dh/@en/documents/digitalasset/dh_4105709.pdf (Accessed on April 05, 2011).
4.The Traditional Healthy Asian Diet Pyramid http://www.oldwayspt.org/asian-diet-pyramid (Accessed on April 05, 2011).
5.Keller I, Lang T. Food-based dietary guidelines and implementation: lessons from four countries—Chile, Germany, New Zealand and South Africa. Public Health Nutr 2008; 11:867.
6.U.S. Department of Health and Human Services and U.S. Department of Agriculture. 2015 – 2020 Dietary Guidelines for Americans. 8th Edition. December 2015. Available at http://health.gov/dietaryguidelines/2015/guidelines/.